# Division d'Honneur 1912-1913
La Division d'Honneur 1912-1913 è stata la 18ª edizione della massima serie del campionato belga di calcio disputata tra il 7 settembre 1912 e il 10 maggio 1913 e conclusa con la vittoria del Union Saint-Gilloise, al suo settimo titolo.
Capocannoniere del torneo fu Sylvain Brébart (Daring Club de Bruxelles), con 31 reti.

## Formula
Le squadre partecipanti furono dodici e disputarono un turno di andata e ritorno per un totale di 22 partite.
Le ultime due classificate vennero retrocesse in Promotion.

## Squadre
| Squadra                   | Città        | Stadio | Stagione 1911-1912  |
| ------------------------- | ------------ | ------ | ------------------- |
| FC Liégeois               | Liegi        |        | Promotion           |
| RC de Gand                | Gand         |        | 7°                  |
| CS Verviétois             | Verviers     |        | Promotion           |
| Racing Club Bruxelles     | Uccle        |        | 3°                  |
| FC Brugeois               | Bruges       |        | 4°                  |
| Beerschot AC              | Anversa      |        | 10°                 |
| CS Brugeois               | Bruges       |        | 5°                  |
| Anversa                   | Anversa      |        | 6°                  |
| Union Saint-Gilloise      | Saint-Gilles |        | 2°                  |
| Daring Club de Bruxelles  | Bruxelles    |        | Campione del Belgio |
| Excelsior SC de Bruxelles | Forest       |        | 8°                  |
| Standard Liegi            | Liegi        |        | 9°                  |

## Classifica finale
|  | Pos. | Squadra                   | Pt | G  | V  | N | P  | GF | GS | DR  |
|  | ---- | ------------------------- | -- | -- | -- | - | -- | -- | -- | --- |
|  | 1.   | Union Saint-Gilloise      | 38 | 22 | 18 | 2 | 2  | 82 | 19 | +63 |
|  | 2.   | Daring Club de Bruxelles  | 38 | 22 | 18 | 2 | 2  | 82 | 12 | +70 |
|  | 3.   | Racing Club de Bruxelles  | 31 | 22 | 13 | 5 | 4  | 61 | 23 | +38 |
|  | 4.   | Beerschot AC              | 27 | 22 | 10 | 7 | 5  | 52 | 32 | +20 |
|  | 5.   | CS Brugeois               | 25 | 22 | 11 | 3 | 8  | 48 | 29 | +19 |
|  | 6.   | CS Verviétois             | 20 | 22 | 8  | 4 | 10 | 49 | 47 | +2  |
|  | 7.   | FC Brugeois               | 19 | 22 | 9  | 1 | 12 | 41 | 46 | -5  |
|  | 8.   | RC de Gand                | 19 | 22 | 6  | 7 | 9  | 31 | 36 | -5  |
|  | 9.   | Anversa                   | 19 | 22 | 8  | 3 | 11 | 39 | 57 | -18 |
|  | 10.  | Standard Liegi            | 17 | 22 | 6  | 5 | 11 | 26 | 64 | -38 |
|  | 11.  | FC Liégeois               | 9  | 22 | 4  | 1 | 17 | 15 | 88 | -73 |
|  | 12.  | Excelsior SC de Bruxelles | 2  | 22 | 0  | 2 | 20 | 11 | 84 | -73 |

Legenda:

      Ammesso allo spareggio
      Retrocesso in Promotion
Note:

Due punti a vittoria, uno a pareggio, zero a sconfitta.

### Spareggio
Lo spareggio per l'assegnazione del titolo venne disputato il 27 aprile 1913 a Uccle.
| Uccle 27 aprile 1913 | Union Saint-Gilloise | 2 – 0 | Daring Club de Bruxelles |  |

### Verdetti
- Union Saint-Gilloise campione del Belgio 1912-13.
- FC Liégeois e Excelsior SC de Bruxelles retrocesse in Promotion.